# Jean Philippe Garran de Coulon
Jean Philippe Garran de Coulon, né le 19 avril 1748 à Saint-Maixent, mort le 19 décembre 1816 à Paris dans l'ancien 11e arrondissement, est un avocat et un homme politique de la Révolution française.

## Biographie
Son père Jean Garran est receveur ancien des tailles de l'élection de Saint-Maixent, et sa mère Françoise Chameau. Avocat au parlement de Paris, il épouse en 1780 Jeanne Barrengue, fille de Jean Marie Barrengue, audiencier en la chancellerie du parlement de Paris, et Etiennette Dabit. Le notaire parisien et futur député à la Convention Jean Henri Bancal des Issarts est présent à son mariage à l'église et signe son contrat de mariage.
Garran de Coulon est élu député suppléant du tiers-état pour la ville de Paris, le quatrième sur vingt, aux États généraux de 1789, mais n'est pas appelé à siéger à l'Assemblée nationale Constituante. Il est, parallèlement, membre du Comité des recherches de la Commune de Paris et fréquente le club des Jacobins et celui des Cordeliers.
En septembre 1791, Garran de Coulon est élu député de Paris, le premier sur vingt-quatre, à l'Assemblée nationale législative. Il ne participe ni au scrutin sur la mise en accusation de Bertrand de Molleville, ministre de la Marine en mars 1792, ni à celui sur celle du marquis de Lafayette en août de la même année. En revanche, en avril, il vote pour que les soldats du régiment de Châteauvieux, qui s'étaient mutinés lors de l'affaire de Nancy, soient admis aux honneurs de la séance.
En septembre 1792, Garran de Coulon est réélu député, et siège à la Convention nationale pour le département du Loiret, le deuxième sur neuf. Il est élu membre du Comité colonial et du Comité de Législation dès les débuts de la session parlementaire.
Il siège sur les bancs de la Plaine. Lors du procès de Louis XVI, il vote la détention durant la guerre et le bannissement à la paix et se prononce en faveur de l'appel au peuple et du sursis. Il demande l'ajournement du scrutin sur la mise en accusation de Marat et vote en faveur du rétablissement de la Commission des Douze.
Sous la Convention thermidorienne, il fait accuser Philippe Rühl mais défend Jean-Baptiste Drouet, ne cache pas sa joie de l'échec des émeutes parisiennes. Il s'intéresse aussi à la question de Saint-Domingue et occupe une place importante dans le mouvement abolitionniste français de la Révolution. On lui doit  un volumineux rapport sur les troubles de Saint-Domingue en quatre volumes synthétisant Les débats entre les accusateurs et les accusés dans l'affaire des colonies qui opposent de janvier à août 1795, les commissaires abolitionnistes, Sonthonax et Polverel, aux colons esclavagistes, Page et Brulley. Il adhère également sous le Directoire à La Société des Amis des Noirs et des Colonies.
Au Conseil des Cinq-Cents comme représentant de la Loire-Inférieure, il défend Napoléon Bonaparte accusé par Dumolard à propos de l'occupation de Gênes et de Venise, adhère au Coup d'État du 18 brumaire an VIII (9 novembre 1799), entre au Sénat conservateur, et fait comte de l'Empire et Grand officier de la Légion d'honneur.

## Titres
- Comte Garran-Coulon et de l'Empire (lettres patentes du 26 avril 1808, Bayonne[15]) :
- Institution de majorat attaché au titre de comte pour Guillaume Garran, capitaine de dragons, accordée par lettres patentes du 20 février 1812, à l'Élysée[16].

## Distinctions
- Légion d'honneur[17] :
  - Commandant (25 prairial an XII : 14 juin 1804), puis
  - Grand officier de la Légion d'honneur (30 juin 1811) ;

## Armoiries
| Figure | Blasonnement |
|        | Armes des Garran de Coulon D'argent, à un lévrier colleté de sable. SupportsDeux loups. |
|        | Armes du comte Garran-Coulon et de l'Empire Selon ses lettres patentesDe sable, couronne d'or, une F d'argent au milieu sous le quartier du Sénat, fer de lance en argent, en pointe à sénestre ; chien dressé en pal ; à sénestre au chef en argent ; franc-quartier du Sénat. - Livrées : sable nuancé, jaune et azur. Selon Jean-Baptiste RietstapDe sable, à une couronne de laurier d'or enfermant un F d'argent, le tout posé au canton dextre de la pointe, acc. au canton dextre du chef d'un chien rampant et colleté d'argent, et d'un fer de lance renversé aussi d'argent, au franc-quartier des sénateurs, (d'azur, au miroir d'or enlacé d'un serpent). Selon Alcide GeorgelDe sable au franc-quartier du sénat brochant au neuvième de l'écu, accompagné en chef, à sénestre d'un chien rampant d'argent; en pointe, à dextre d'un F d'argent entouré d'une couronne d'olivier d'or, à sénestre d'un fer de lance d'argent, la pointe en bas. |